# روجر وارد
روجر وارد (بالإنجليزية: Roger Ward)‏ هو ممثل أسترالي، ولد في 24 يوليو 1937 في أستراليا.

## أعمال

### أفلام
- (1979) ماد ماكس[1]

## وصلات خارجية
- روجر وارد على موقع IMDb (الإنجليزية)
- روجر وارد على موقع قاعدة بيانات الفيلم (الإنجليزية)